# Nana Kitade
Nana Kitade (北出 菜奈, Kitade Nana) é uma cantora japonesa de J-Rock/J-Pop, nascida em Sapporo, Hokkaidō no dia 2 de Maio de 1987. Além de ser vocalista da banda de rock THE TEENAGE KISSERS, Nana obteve sucesso como artista solo, atriz, modelo e desinger de moda. É particularmente conhecida por suas canções que foram usadas como aberturas e enceramentos de anime, filmes e doramas. Nana foi destaque de revistas como Gothic &  Lolita Bible , Kera e Neo Kera assim como de marcas como Baby, the stars shine bright e Victorian Maiden. Ela tem feito tours por toda Ásia, Europa e América do Norte

## Biografia
Ela queria ser cantora desde a infância. Aprendeu a tocar piano aos três anos de idade, e a escrever suas próprias letras aos doze anos. No colegial, se tornou uma grande fã de Ringo Shiina, por quem foi influenciada. Começou a fazer aulas de violão e de guitarra aos catorze anos.
- 1996
  - Aos nove anos fez uma audição para “kabatakōshinkyoku kanketsu-hen gin-chan ga iku”,passou entre 300 pessoas
- 2002
  - Passou em uma demonstração da Sony Musicde 37 319 aplicações totais da sua idade do segundo ano do colegial de Sapporo à Universidade de Hokkaido. Ela foi escolhida em Sapporo e ganhou a oportunidade de fazer um debute como cantora. Frequentemente ia para Tóquio para cantar no ano em que cursava o terceiro ano do colegial.
- 2003
  - Estreia como cantora
  - Se formou no Ensino Médio
  - 1 º single lançado 29 de outubro Kesenai Tsumi
  - Em primeiro de novembro apareceu no programa de tv Pop Jam cantando Kesenai Tsumi
- 2004
  - Em treze de fevereiro é transmitida a primeira parte de "Nana Kitade all night Nippon"
  - Em dois de julho foi ao ar "Kitade Nana no ima, doko?" o primeiro programa com regularidade na radio
  - 25 de julho é anunciada a primeira turnê nacional
- 2005
  - Lança,emto do seu 5 º single KISS OR KISS
  - "Hong Kong Comics Festival 2005" em 01 de agosto.
  - Lança o Primeiro álbum 18 -eighteen-
  - 02 de setembro vai ao ar "Nana Kitade all night Nippon" parte dois
  - Primeiro ensaio para a revista KERA
- 2006
  - Lançamento do Mini Álbum Cutie Bunny
  - Lançamento do álbum I Scream
  - 29 de dezembro vai ao ar o ultimo programa "Kitade Nana no ima, doko?"
- 2007
  - Uma das atrações principais da Expo Japan na França
  - Berry Berry Singles é lançado em 14 de Maio,considerado seu melhor álbum
- 2008
  - Uma das atrações principais do AniMagic na Alemanha
- 2009
  - É lançado Bondage,que seria seu ultimo lançamento solo
  - Pausa nas atividades por problema de saúde
  - Anunciou o projeto Loveless
  - Em 4 de Outubro Loveless é relatado na mídia
  - Fim do contrato com a Sony
- 2010 
  - Contrato com a gravadora Alemã Spark & Shine
- 2011
  - É lançado o primeiro single do Loveless Ai to Hate
- 2023
  - Se apresenta no Brasil no CATSU, em Uberlândia.[2]
- 2024
  - Se apresenta no Brasil novamente, desta vez no SANA em Fortaleza.

## Discografia

### Singles
- Kesenai Tsumi (消せない罪) [29 de Outubro de 2003]

1. Kesenai Tsumi (消せない罪 - Inerasable Sin)
2. Shunkan (瞬間 - Moment)
3. Iryuuhin (遺留品 - Things Left Behind)
4. Kesenai Tsumi (instrumental) (消せない罪 (instrumental))

- Kesenai Tsumi ~raw “breath” track~ (消せない罪 ～raw “breath” track～) [3 de Dezembro 2003]

1. Kesenai Tsumi ~raw “breath” track~(消せない罪　～raw“breath”track～)
2. Shunkan ~raw “pain” track~ (瞬間 ～raw “pain” track～)
3. Kesenai Tsumi ~raw “breath” track~ (消せない罪 　～raw “breath” track～　（instrumental）)

- Utareru Ame(撃たれる雨) [4 de Fevereiro de 2004]

1. Utareru Ame (撃たれる雨 - Defeating Rain)
2. Akai Hana (赤い花 - Red Flower)
3. Utakata (泡沫 - Transient)
4. Utareru Ame ~ raw “break” track (撃たれる雨　～raw “break” track～)

- HOLD HEART [22 de Julho de 2004]

1. HOLD HEART
2. blue butterfly

- pureness/Nanairo (pureness／七色) [17 de Novembro de 2004]

1. pureness
2. Nanairo (七色 - Seven Colours)
3. pureness (instrumental)
4. Nanairo (instrumental) (七色 (instrumental))

- KISS or KISS [1 de Junho de 2005]

1. KISS or KISS
2. Chouhatsu GIRL (挑発ガール - Provoking Girl)
3. KISS or KISS（Instrumental）

- Kanashimi no KIZU (悲しみのキズ) [20 de Julho de 2005]

1. Kanashimi no KIZU (悲しみのキズ - Scar of Sadness)
2. Call me
3. Kanashimi no KIZU (instrumental) (悲しみのキズ（Instrumental）)

- SLAVE of KISS [8 de Fevereiro de 2006]

1. KISS
2. KISS wo Kudasai (キスを下さい - A Kiss, Please)
3. KISS or KISS (versão em ingl^ws)
4. Sweet frozen kiss

- Kibou no Kakera (希望のカケラ) [4 de Outubro de 2006]

1. Kibou no Kakera (希望のカケラ - Pieces of Hope)
2. This is a GIRL
3. Kibou no Kakera (Original Karaoke) (希望のカケラ（オリジナルカラオケ）)

- Antoinette Blue (アントワネットブルー) [5 de Setembro de 2007]

1. Antoinette Blue (アントワネットブルー)
2. Wish in the blood
3. Kami-sama Hitotsu Dake (神様ひとつだけ - Only One God)
4. Antoinette Blue (アントワネットブルー) ～D. Gray-man Ending Ver.～
5. Antoinette Blue (アントワネットブルー)(Instrumental)

- SUICIDES LOVE STORY [5 de Março de 2008]

1. SUICIDES LOVE STORY
2. Setsuna no Kizuna (刹那の絆 - Bond of the Moment)
3. Tsuiraku (墜落 - Crash)
4. SUICIDES LOVE STORY ～Instrumental～

- PUNK&BABYs [23 de Julho de 2008]

1. PUNK&BABYs
2. Lamia
3. Kesenai Tsumi/PUNK&BABYs -AIR GUITAR MIX-
4. PUNK&BABYs -Instrumental-

- Tsukihana (月華) [4 de Fevereiro de 2009]

1. -tsukihana-
2. Kagami no Kuni no Aria
3. MANON
4. -tsukihana- ~Jigoku Shoujo Mitsuganae Opening Ver.~
5. -tsukihana- ~Instrumental~

### Álbums
- 18-EIGHTEEN [24 de Agosto de 2005]

1. KISS or KISS
2. Kesenai Tsumi
3. Rasen
4. pureness
5. HOLD HEART
6. Alice
7. Kanashimi no KIZU
8. Utareru Ame
9. Fake
10. Shunkan
11. eighteen sky

- Cutie Bunny [12 de Julho de 2006]

1. Lum no Love Song
2. Moonlight Densetsu
3. Arashi no Sugao
4. YOU MAY DREAM
5. Roppongi Shinjuu
6. Bara wa Utsukushiku Chiru

- I SCREAM [12 de Dezembro de 2006]

1. Star Killer
2. Watashi wa Jigenbakudan
3. Lum no Love Song
4. Ron yori Shouko.
5. 13nichi no Kinyoubi
6. dark snow angel
7. Sweet frozen kiss
8. Akai Kami no Onna no ko
9. m'aider
10. Kibou no Kakera
11. Innocent world
12. Fujiyuu na Asa
13. BASKET CASE

- Berry Berry SINGLES [14 de Novembro de 2007]

1. Kesenai Tsumi
2. Utareru Ame
3. HOLD HEART
4. pureness
5. KISS or KISS
6. Kanashimi no KIZU
7. Sweet frozen kiss
8. Kibou no Kakera
9. Antoinette Blue
10. LOVE YOUR MONEY
11. Alice ~Tsubureta Berry Ver.~
12. Kesenai Tsumi ~I Scream Tenpura Ver.~

- BONDAGE [3 de Novembro de 2009]

1. Kaihou
2. Femme Fatale
3. 月華-tsukihana-
4. Antoinette Blue
5. DEATH SHOWCASE
6. Ether
7. Under Babydoll
8. Lamia ~VIVACE Ver.~
9. PUNK&BABYs
10. She Bop ~Bondage Ver.~
11. SUICIDES LOVE STORY
12. My Dear Maria.

### DVD
- NANA KITADE -18MOVIES- (7 de Dezembro de 2005)
- Cutie Bunny ~Nana-teki ROCK Daisakusen♡ Codename wa C.B.R. (Cutie Bunny ～菜奈的ロック大作戦＿ コードネームはC.B.R.～) [DVD DISCO 2] (12 de Julho 2006)

## Televisão
- HOT WAVE (20 de abril de 2006 - 21 de setembro do mesmo ano)
- KERA TV (15 de março de 2007 )

## Radio
- Kitade Nana no ima, doko?(02 de julho de 2004 - 29 de dezembro de 2006,radio HBC)
- Honey Bunny (
- Kitade Nana tokei dai no otonari rokku (01 de abril de 2005 - 30 de setembro de 2006)
- Kitade Nana no yume to mahou no Nana Kingdom (5 de outubro de 2006 - 25 de setembro de 2008)